# Semiopyla triarmata
Semiopyla triarmata is een spinnensoort in de taxonomische indeling van de springspinnen (Salticidae).
Het dier behoort tot het geslacht Semiopyla. De wetenschappelijke naam van de soort werd voor het eerst geldig gepubliceerd in 1985 door María Elena Galiano.